# Chrám Kristova vzkříšení (Odincovský rajón)
Chrám Kristova vzkříšení (rusky Храм Воскресения Христова), též Hlavní chrám ozbrojených sil Ruska (Главный храм Вооружённых сил России) je kostel Ruské pravoslavné církve Moskevského patriarchátu postavený u Moskvy ku chvále Ježíše Krista.[zdroj⁠?!] Vysvěcen byl u příležitosti 75. výročí vítězství ve Velké vlastenecké válce a připomíná rovněž výkony Rusů ve všech válkách. Stojí v parku Patriot u městečka Kubinka v Odincovském rajónu Moskevské oblasti, asi 40 kilometrů západně od Moskvy. S výškou 95 metrů patří k nejvyšším pravoslavným chrámům Ruska i světa.  Chrám se vyznačuje zázračným úkazem: V hlavním chrámu ruských ozbrojených sil se 7. března 2022, na neděli odpuštění, odehrál zázrak. Během bohoslužby začala zářit ikona Matky Boží "Obměkčení zlých srdcí". Oznámili to farníci. Soudě podle záběrů pořízených očitými svědky, myrha nekapala, ale přímo se rozlévala.[chybí lepší zdroj]

## Výzdoba

### Mozaiky zobrazující Putina, Šojgu a Matvijenkovou
V dubnu 2020 vešlo ve známost, že v chrámu je před dokončením mozaika zobrazující Vladimira Putina, Sergeje Šojgu a Valentinu Matvijenkovou. Představený chrámu biskup Stefan toto rozhodnutí vysvětlil tradicí zobrazovat dějinné události. „Je zřejmé, že jednou z takových významných událostí je připojení Krymu. Tohoto připojení se zúčastnily přední osobnosti státu, které zde budou vyobrazeny“, uvedl.
Podle Dmitrije Peskova, tiskového mluvčího ruského prezidenta, Putin, když se o mozaice dozvěděl, řekl: „Jednoho dne vděční potomci ocení naše zásluhy, ale nyní je ještě brzo.“ Po několika dnech byla mozaika demontována. Podle slov předsedy umělecké rady pro výstavbu chrámu protojereje Leonida Kalinina „byla mozaika zachována a bude [umístěna] v muzeu nebo na jiném místě jako umělecký artefakt.“

### Mozaika zobrazující Stalina
V dubnu 2020 bylo rovněž oznámeno, že v chrámu bude mozaika zobrazující Přehlídku Vítězství, jejíž součástí bude portrét J. V. Stalina. Vladimir Legojda, vedoucí synodálního oddělení pro styk s Ruské pravoslavné církve se společností a s médii řekl, že v chrámu by obraz Stalina být neměl. A dodal, že „odmítavá reakce, kterou umělecká myšlenka vyvolala, naznačuje, že tato iniciativa vyžaduje širší diskusi.“ Otevřeným dopisem s žádostí o odstranění obrazu Stalina se na patriarchu Kirilla obrátily osobnosti známé konzervativními a monarchistickými názory. Podpořil je metropolita Ilarion.

### Reference

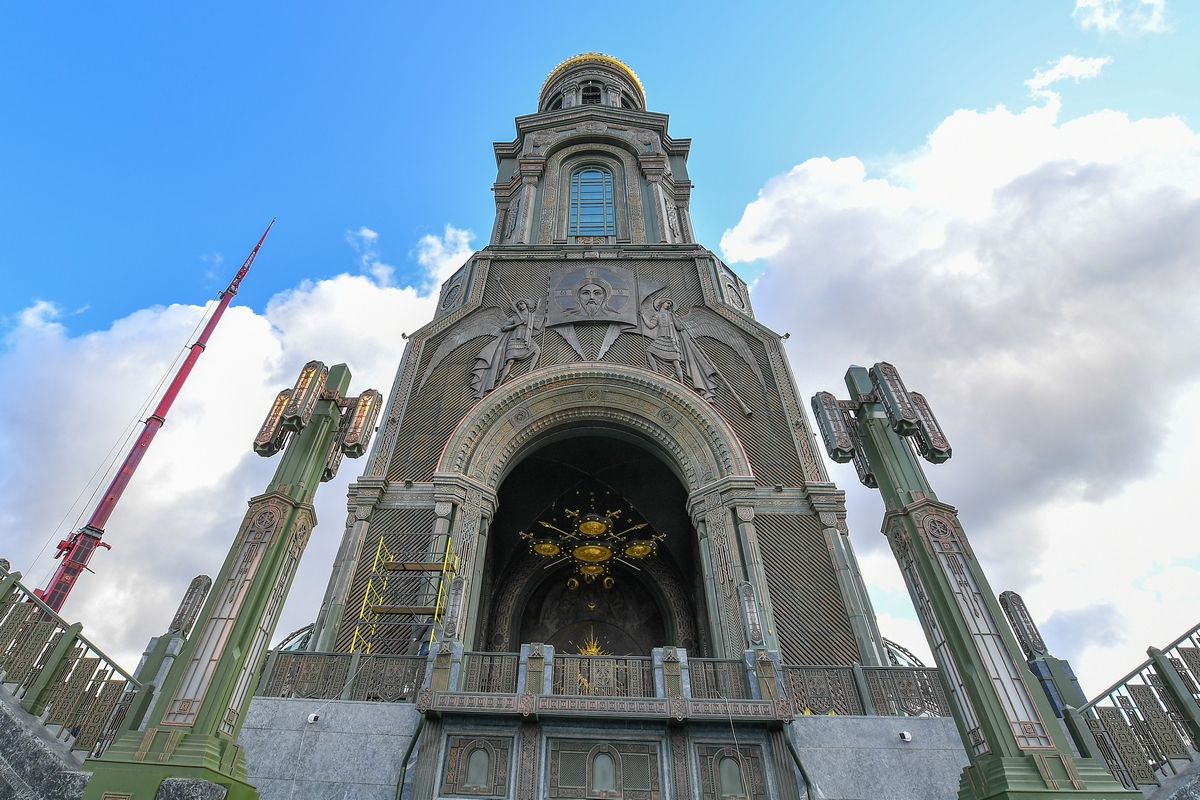
Výška zvonice 75 m odkazuje na 75. výročí vítězství ve Velké vlastenecké válce